# 아딧 & 소포 자르워
아딧 & 소포 자르워는 인도네시아 애니메이션 TV 시리즈이다. MD 애니메이션 이 제작한 이 시리즈는 2014년 1월 27일 MNCTV에서 방영되었다.
2017년 3월 20일 에서 쇼 이름이 아딧 소포 자르워 로 바뀌고 Trans TV로 방영이 옮겨졌다.  2017년 9월 10일 MNCTV에서 방송을 재개했다.